# Рудрадаман II
Рудрадаман II — правитель саків з династії Західні Кшатрапи, співправитель Рудрасімхи II.